# 동춘당문화제
동춘당문화제는 대전광역시 대덕구에 있는 대전 회덕 동춘당에서 매년 4월에 개최되는 축제이다.

## 개요
매년 4월에 개최되는 동춘당문화제에서는 동춘당유학학술세미나, 숭모제례, 휘호대회, 한시백일장, 투호놀이, 그네뛰기의 행사를 가져 동춘당 송준길의 학풍과 인격을 기리고, 주민화합과 일체감을 조성하고 있다.
동춘당 명품공업화 사업이 끝난 이후에는 가을(9월)에 실시되고 있으며, 2011년도부터는 '대덕구민의 날'행사와 통합하여 '구민의 날 및 동춘당문화제 '로 개최된다.
2019년 이후 코로나로 대면 개최하지 못했던 동춘당 문화제는 2022년 9월 다시 개최되었다.

## 같이 보기
- 대전 회덕 동춘당 - 보물 제209호
- 회덕동춘선생고택 - 대전광역시 유형문화재 제3호